# Margaromma
Margaromma is een geslacht van spinnen uit de familie springspinnen (Salticidae).

## Soorten
De volgende soorten zijn bij het geslacht ingedeeld:
- Margaromma doreyanum (Walckenaer, 1837)
- Margaromma funestum Keyserling, 1882
- Margaromma imperiosum Szombathy, 1915
- Margaromma insultans (Thorell, 1881)
- Margaromma namukana Roewer, 1944
- Margaromma nitidum Thorell, 1899
- Margaromma obscurum (Keyserling, 1882)
- Margaromma semirasum (Keyserling, 1882)
- Margaromma sexuale (Strand, 1911)
- Margaromma soligena Simon, 1901
- Margaromma spatiosum Peckham & Peckham, 1907
- Margaromma torquatum Simon, 1902